# 流行2
《流行2》（英語：Pop 2）是英國歌手兼作曲人酷娃恰莉的第4張混音帶，由庇護所唱片於2017年12月15日發行。 由PC音樂的A.G.庫克執行製作，混音帶發布會在混音帶發行幾個月前公開，並由多位不同曲風的歌手客串合作。 混音帶在樂評間廣受好評，並由艾爾瑪及托芙蘿客串的單曲《滾出腦袋》進行宣傳。

## 背景
《流行2》錄製於2018年9月，在混音帶完成前2個月，繼《第一名天使》(2017)恰莉指名PC音樂的創辦人A.G.庫克擔任執行製作人後，她建議兩人應該再次在新計畫中合作。 庫克表示跟他們前期的作品比起來「我們希望它 (混音帶)的形象和風格感覺像是一次完全全新的開始。」 作品大多於艾莉西亞·凱斯於紐約的舊錄音室錄製，其餘則在倫敦製作。 恰莉廣泛的使用了庫克在曲目裡實驗操弄的自動調諧。她表示:「混音帶處在這非常自由、快速、具實驗性的世界中。同時它仍然打算變成流行。這自然是我嚮往的。」
唱片曾有饒舌歌手利爾·皮普的客串，但隨著同年11月因歌手去世而擱置了客串部分。 出現唱片中的合作歌手其中包括加拿大歌手卡莉·蕾·傑普森，巴西變裝皇后帕布洛·薇塔，愛沙尼亞饒舌歌手托米·凱什、德國流行歌手金·彼特拉斯和韓裔美國嘻哈歌手朴載範。 對此恰莉表示:「整張混音帶不一定只關於我 – 它真正是要給每個人自己的時間去佔有這些歌。」
《曲目10》是後期作為歌手第三張錄音室專輯《恰莉》2019年5月發行的第2首單曲《都怪你的愛》的混音版。

## 單曲
除了2017年2月8日《流行2》開放在數位平台預訂，混音帶的首支單曲，由艾爾瑪及托芙蘿客串的《滾出腦袋》也於同日發行。 由金·彼特拉斯和朴載範客串的歌曲《解鎖》於12月11日時在廣播節目Beats 1首次播放，並公布了作品全世界的同步發行日 另一首由布魯克·坎蒂、Cupcakke和帕布洛·薇塔客串的歌曲《得到它》作為最後一首宣傳單曲，在混音帶發行前於13日發行。

## 樂評要點
| 綜合得分         | 綜合得分 |
| 來源             | 評分     |
| ---------------- | -------- |
| AnyDecentMusic?  | 7.7/10   |
| Metacritic       | 84/100   |
| 評論得分         |          |
| 來源             | 評分     |
| 前音後果         | B+       |
| Crack Magazine   | 8/10     |
| Exclaim!         | 7/10     |
| 金融時報         | [ 18 ]   |
| 衛報             | [ 19 ]   |
| 新音樂快遞       | [ 2 ]    |
| Pitchfork        | 8.4/10   |
| Q                | [ 21 ]   |
| Spectrum Culture | [ 22 ]   |
| Tiny Mix Tapes   | 4/5      |

在評論匯總網站Metacritic中，綜合8條點評，《流行2》在滿分100分中平均為84分，為「普遍讚賞」。
Pitchfork的Meaghan Garvey給予專輯8.4/10分，稱混音帶是「恰莉和PC音樂職涯中最棒的作品，」表示「儘管《流行2》聽起來像未來，更讓人開心的是它如何雜合了過去20年的怪異電子樂。」 金融時報的Ludovic Hunter-Tilney寫道酷娃恰莉「作為前衛的模範脫穎而出，」表示「在大部分曲目中，恰莉和她的製作人庫克以純熟的戲劇性狀態來運用他們的meta-pop技巧。」
Pitchfork將混音帶列為21世紀10年代最佳專輯第40名。

## 曲目列表
資料來自Tidal.
| 曲序     | 曲目                                                      | 词曲 | Producer(s)                                   | 时长  |
| -------- | --------------------------------------------------------- | --- | --------------------------------------------- | ----- |
| 1.       | 後座 Backseat（卡莉·蕾·傑普森客串）                       | 夏洛特·艾奇遜 亞歷山大·蓋伊·庫克 Finn "EasyFun" Keane 卡莉·蕾·傑普森 | EasyFun A.G.庫克                              | 3:58  |
| 2.       | 滾出腦袋 Out of My Head（托芙蘿和艾爾瑪客串）             | 艾奇遜 蘇菲·席昂 （ 英语 ： Sophie (musician)） 庫克 艾巴·托芙·尼爾森 艾爾瑪·索菲亞·米安蒂寧 （ 英语 ： Alma (Finnish singer)）                                                                                               | 庫克 蘇菲 （ 英语 ： Sophie (musician)）                       | 3:55  |
| 3.       | 幸運 Lucky                                                | 艾奇遜 庫克 Nicolas "Ö" Petitfrere | 庫克 Ö                                        | 3:35  |
| 4.       | 淚水 Tears（卡羅琳·波拉切克客串）                         | 艾奇遜 庫克 卡羅琳·波拉切克 （ 英语 ： Caroline Polachek） | 庫克                                          | 4:13  |
| 5.       | 得到它 I Got It（布魯克·坎蒂、Cupcakke和帕布洛·薇塔客串） | 艾奇遜 庫克 傑斯·夏特金 （ 英语 ： Jesse Shatkin） Pablo Bispo Rodrigo Gorky [ 26 ] Arthur Marques 傑西·聖·約翰 （ 英语 ： Jesse Saint John） 帕布洛·達席爾瓦 （ 英语 ： Pabllo Vittar） 伊莉莎白·伊登哈里斯 （ 英语 ： Cupcakke） [ 27 ] | 庫克 umru                                     | 3:51  |
| 6.       | 機器女伴 Femmebot（多利安·伊萊克特拉和麥奇·布朗柯客串）   | 庫克 戴維·甘森  Keane 弗朗西斯卡·霍爾 （ 英语 ： Fransisca Hall） 邁克爾·夸特爾鮑姆二世 （ 英语 ： Mykki Blanco）                                                                                    | 庫克 Gamson EasyFun                           | 3:38  |
| 7.       | 美味 Delicious（托米·凱什客串）                           | 艾奇遜 庫克 托瑪斯·塔姆瑪梅茨 （ 英语 ： Tommy Cash (rapper)） | 庫克                                          | 4:32  |
| 8.       | 解鎖 Unlock It（金·彼特拉斯和朴載範客串）                 | 艾奇遜 庫克 金·彼特拉斯 朴載範 | 庫克 Life Sim                                 | 3:52  |
| 9.       | 保時捷 Porsche（茉兒客串）                                | 艾奇遜 庫克 亨利·艾倫 （ 英语 ： King Henry (producer)） 卡西·奧雷利 （ 英语 ： Cassia O'Reilly） 卡倫·瑪麗·厄斯泰茲 | 庫克 EasyFun 亨利國王 （ 英语 ： King Henry (producer)）           | 3:26  |
| 10.      | 曲目10 Track 10                                           | 艾奇遜 庫克 米克爾·埃里克森 （ 英语 ： Stargate (music producers)） 托·赫爾曼森 （ 英语 ： Stargate (music producers)） 喬納莉·帕爾米紐斯 （ 英语 ： Noonie Bao） 亞歷山德拉·亞琛可                                                                   | 庫克 Stargate （ 英语 ： Stargate (music producers)） Life Sim Lil Data | 5:26  |
| 总时长： | 总时长：                                                  | 总时长： | 总时长：                                      | 40:26 |

備註
- 《曲目10》包含了恰莉後期發行的歌曲《全怪你的愛》的取樣片段
- 《美味》部分取樣了恰莉2014年的歌曲《掌聲雷動》

## 巡演
| 日期           | 城市   | 國家 | 地點                |
| -------------- | ------ | ---- | ------------------- |
| 2018年3月15日  | 洛杉磯 | 美國 | 國王戲院            |
| 2018年3月18日  | 紐約市 | 美國 | Elsewhere           |
| 2018年6月19日  | 倫敦   | 英國 | Village Underground |
| 2018年6月20日  | 巴黎   | 法國 | La Maroquinerie     |
| 2018年10月23日 | 雪梨   | 澳洲 | The Metro           |

除了流行2巡回演出期間，恰莉還另外於舉世盛名巡迴演唱會中主持及表演，並同時宣專輯和單曲。

## 製作人員
資料來自Tidal.
音樂人
- 酷娃恰莉 – 主唱、作曲 (1–5，7–10)
- 艾爾瑪（英语：Alma (Finnish singer)） – 客串演唱 (2)、作曲 (2)
- 諾米·鮑（英语：Noonie Bao） – 和聲 (10)、作曲 (10)
- Pablo Bispo – 作曲 (5)
- 麥奇·布朗柯（英语：Mykki Blanco） – 客串演唱 (6)、作曲 (6)
- 布魯克·坎蒂（英语：Brooke Candy） – 客串演唱 (5)
- 托米·凱什（英语：Tommy Cash (rapper)） – 客串演唱 (7)、作曲 (7)
- A.G.庫克 – 執行製作人、作曲、合成器(6)
- Cupcakke – 客串演唱 (5)、作曲 (5)
- EasyFun – 合成器(6)
- 多利安·伊萊克特拉（英语：Dorian Electra） – 客串演唱 (6)
- 米克爾·斯托勒·埃里克森（英语：Stargate (music producers)） – 作曲 (10)
- 戴維·甘森 – 合成器(6)、作曲 (6)
- Rodrigo Gorky – 作曲 (5)
- 弗朗西斯卡·霍爾（英语：Fransisca Hall） – 作曲 (6)
- 托爾·埃里克·赫曼森（英语：Stargate (music producers)）– 作曲 (10)
- 卡莉·蕾·傑普森 – 客串演唱 (1)、作曲 (1)
- Life Sim – 合成器(8，10)
- Lil Data – 合成器(10)
- 托芙蘿 – 客串演唱 (2)、作曲 (2)
- Arthur Marques – 作曲 (5)
- 茉兒 – 客串演唱 (9)、作曲 (9)
- Ö – 和聲 (3)、作曲 (3)
- 卡西·奧雷利 – 作曲 (9)
- 朴載範 – 客串演唱 (8)、作曲 (8)
- 金·彼特拉斯 – 客串演唱 (8)、作曲 (8)
- 卡羅琳·波拉切克（英语：Caroline Polachek） – 客串演唱 (4)、作曲 (4)、和聲 (7)
- 傑斯·夏特金（英语：Jesse Shatkin） – 作曲 (5)
- 薩莎·斯隆 – 作曲 (10)
- 蘇菲（英语：Sophie (musician)） – 作曲 (2)

製作
- A.G.庫克 – 執行製作人、製作人、編制、工程師 (3，5–8)
- EasyFun – 製作人 (1，6，9)、編制 (1，6，9)
- 戴維·甘森 – 製作人 (6)、編制 (6)
- Stuart Hawkes – 母帶工程師
- 亨利國王（英语：King Henry (producer)） – 製作人 (9)、編制 (9)
- Life Sim – 製作人 (10)
- Lil Data – 製作人 (10)
- Brendan Morawski – 工程師 (3，4，6–8)
- Ö – 製作人 (3)、編制 (3)
- Noah Passovoy – 工程師 (2)
- 蘇菲 – 製作人 (2)、編制 (2)
- Stargate（英语：Stargate (music producers)） – 製作人 (10)
- Geoff Swan – 混音
- Umru – 製作人 (5)、編制 (5)